# Scamboneura minahasa
Scamboneura minahasa is een tweevleugelige uit de familie langpootmuggen (Tipulidae). De soort komt voor in het Oriëntaals gebied.